# 藤原道子 (女御)
藤原 道子（ふじわらの みちこ、長久3年（1042年） - 長承元年8月17日（1132年9月27日））は、平安時代の女御。承香殿女御と号す。

## 人物
父は内大臣藤原能長、母は源済政の娘。延久元年（1069年）8月22日、東宮・貞仁親王（後の白河天皇）に入内し、白河天皇の即位に伴い、延久5年（1073年）7月23日に女御となった。承保2年（1075年）12月、准三后に叙される。承保4年（1077年）9月23日唯一の子である善子内親王を生む。寛治元年（1087年）善子内親王が斎宮になり、伊勢に同行した。嘉承2年（1107年）7月19日、堀河天皇譲位により、善子内親王は斎宮を退下する。同年12月30日京へ戻った。その後は善子内親王とともに六角東洞院邸で暮らした。長承元年（1132年）8月17日薨去。享年91。